# 1935年黃金海岸大選
1935年，英屬黃金海岸舉行大選，以選舉黃金海岸立法局的11個非官守議席，其中2席屬功能界別、6席經省议会間接選舉產生、3席為直接选举產生。

## 选举制度
黃金海岸立法局由30名议员組成，其中16名為官守議員，其餘14名為非官守議員。14名非官守議員中，3名欧洲人由总督任命，代表银行界、商界與航运界，2名欧洲人由商会與矿商会选举产生。其餘9名非官守議員为非洲人，其中6名由省议会选举产生（东部省议会3名，中央省议会2名，西部省议会1名），另外3名由阿克拉、海岸角與塞康第三個城市选举产生。是次大选的选举权严格受限，在阿克拉约60,000的人口中，僅4,058人為登记选民:183。

## 选举活动
在阿克拉，是次選舉為1931年大选的重演，時任阿克拉選區代表立法局議員腓特烈·域陀·難卡-布魯士再度受A·W·科佐·湯遜（A. W. Kojo Thompson）挑战。大萧条的后遗症增大反对殖民统治的聲音，而難卡-布魯士在立法局的欠佳表现使湯遜情勢有利。媒体宣传旋即遭滥用:182：難卡-布魯士仅獲《黃金海岸獨立報》（The Gold Coast Independent，為其個人擁有）與《西非时报》（Times of West Africa）的支持，而湯遜則獲《非洲早報》（及其编辑纳姆迪·阿齐基韦）、《黃金海岸觀察報》（Gold Coast Spectator）、《省先鋒報》（Provincial Pioneer）與《人民之声》（Vox Populi）的支持。《非洲早报》指责難卡-布魯士是“阿谀奉承的汤姆叔叔、极端温和的走狗、自我追求者、叛徒和木乃伊化的应声者”:182。難卡-布魯士則在其《黄金海岸独立报》连续十二期将湯遜標籤为“不道德的投机者”:182。
難卡-布魯士獲阿克拉纳税人协会（Accra Ratepayers Association）、阿塞雷科武盧黨（Asere Kowulu Party）與加人馬希黨（Ga Mashi Party）支持，而湯遜則獲馬姆比伊黨（Mambii Party）、厄華啤姆改善協會（Akwapem Improvement Association）、阿尚蒂科托科（Ashanti Kotoko Society）與西非青年聯盟（及其创始人I·T·A·華萊士-莊臣）支持:182。选前一日，加曼采呼籲其臣民投票给湯遜。

## 选举结果
如1931年大选一樣，代表海岸角的科比纳·阿尔库·科尔萨赫與代表塞康第的佐治·占士·基斯頓（George James Christian）均分別在其所屬選區成功連任。在阿克拉，湯遜以1,030票险胜獲926票的難卡-布魯士。投票率出乎意料地低於一半:665–666。然而，湯遜支持者的競選策略包括阻止難卡-布魯士的长者支持者进入投票站，导致難卡-布魯士质疑選舉结果有效性，而法院亦推翻該選舉結果。法院裁决亦提及“敲锣的不当影响（undue influence of gong-gong beating）”與124宗假冒他人的案件:183。在镇文员自選民登記冊移除1,200多名已故居民，使登記选民人数减至僅2,858人後，阿克拉的選舉於1936年4月16日重新進行:667。湯遜以1,022票出乎意料地再度擊敗獲867票的難卡-布魯士获胜，票數差距更略微擴大:183。